# Gräberfeld von Fagertofta

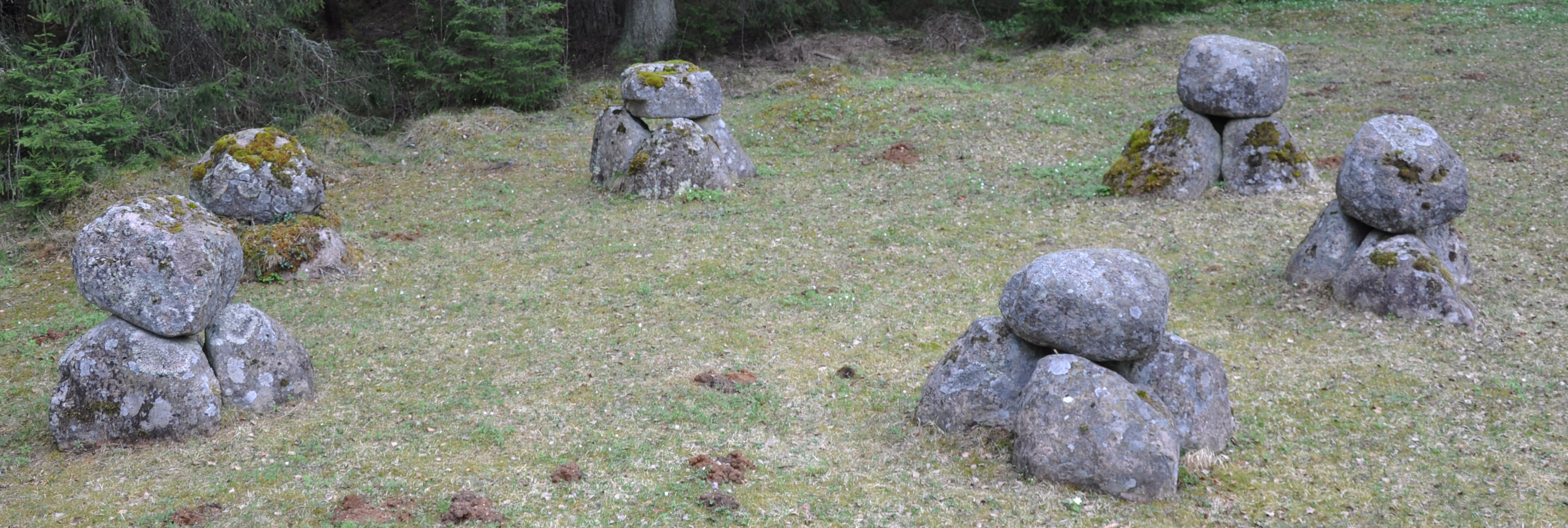
Domarring aus so genannten Järnåldersdösen (Dolmen vom Fröböke-Typ)

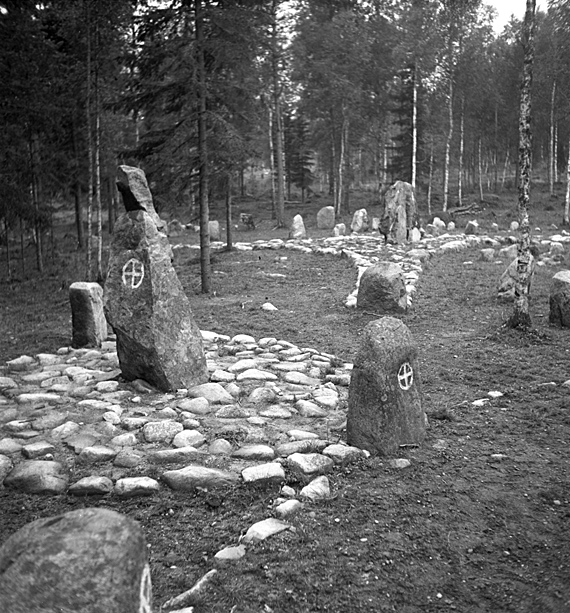
Runde Steinsetzung mit Bautastein und Treudd im Hintergrund

Das Gräberfeld von Fagertofta (schwedisch Fagertofta gravfält) liegt östlich von Fagertofta zwischen Nässjö und Solberga in der südschwedischen Provinz Jönköpings län.
Es handelt sich um ein großes Gräberfeld mit 24 Domarringen (deutsch „Richterringen“), 13 vierseitigen Steinsetzungen, zwei gestreckten Steinsetzungen und einer kleinen treuddartigen Steinsetzung. Der Großteil der Anlagen sind Dolmen aus der älteren Germanischen Eisenzeit. Die einzige Röse auf dem Feld wurde in der Bronzezeit errichtet.